# اولاد خلوف
اولاد خلوف (به فرانسوی: Oulad Khallouf) یک منطقهٔ مسکونی در مراکش است که در استان قلعه سراغنه واقع شده‌است. اولاد خلوف ۸٬۰۶۴ نفر جمعیت دارد.